# Les Renégats du désert
Pour plus de détails, voir Fiche technique et Distribution.
Les Renégats du désert (Il rinnegato del deserto, aussi A ráfaga de plomo) est un film d'aventures italien réalisé par Paolo Heusch et Antonio Santillán (it) et sorti en 1965.

## Synopsis
En 1930, Aldar est un aventurier mi-arabe, mi-français, qui courtise la princesse Yasmin alors qu'il est occupé à vendre des armes dans les déserts du Moyen-Orient.

## Fiche technique
- Titre original : Il rinnegato del deserto
- Titre français : Les Renégats du désert
- Réalisation : Paolo Heusch, Antonio Santillán (it)
- Scénario : Sandro Continenza, Roberto Gianviti
- Photographie : Fausto Rossi
- Montage : Renato Cinquini
- Musique : Angelo Francesco Lavagnino
- Costumes : Mario Giorsi, Nadia Vitali
- Pays d'origine : Italie, Espagne, Égypte
- Langue originale : italien
- Format : couleur
- Genre : aventure
- Durée : 105 minutes
- Dates de sortie :
  - Italie : 24 décembre 1965
  - France : 11 novembre 1981

## Distribution
- Robert Hoffmann : Aldar
- Marilù Tolo : Yasmin
- José Calvo : Yusuff (comme Pepe Calvo)
- Kamal El-Shinnawi : (comme Kemal Chenaoui)
- Piero Lulli : (comme Peter Lull)
- Luis Induni :
- Omar Zolficar : (comme Omar Soulfikar)
- Frank Oliveras : (comme Francisco Olivera)
- Leila Sheir : (comme Leila Cheir)
- Franco Fantasia : (comme Frank Farrel)
- Piero Morgia : chauffeur du colonel
- Peter Martell : jeune officier
- Anna Lina Alberti : joueuse dans la maison Cavalli (comme Lina Alberti)
- Elvira Cortese : colocataire
- Marcella Valeri : caissière du bar tabac
- Alessio Ruggeri :
- Gian Luigi Scarpa : (comme Gianluigi Scarpa)
- Ermelinda De Felice :
- Maria Virginia Onorato :